# Katastrofa śmigłowca Straży Granicznej na Białorusi
Katastrofa śmigłowca Straży Granicznej na Białorusi – wypadek lotniczy polskiego śmigłowca PZL Kania należącego do Podlaskiego Oddziału Straży Granicznej, który rozbił się w czasie lotu patrolowego nad granicą polsko-białoruską, ok. 200 metrów po stronie białoruskiej, na wysokości wsi Klukowicze, 31 października 2009 roku. W wypadku zginęło trzech członków załogi, lotników Straży Granicznej.

## Przebieg zdarzeń
Śmigłowiec PZL Kania Podlaskiego Oddziału Straży Granicznej wykonywał lot patrolowy nad granicą polsko-białoruską 31 października 2009 roku. W skład załogi wchodziło trzech lotników: por. SG pil. Andrzej Żukowski, chor. szt. SG Bartłomiej Bartnicki i chor. SG Marcin Bezubik. Maszyna miała wykonać przelot na trasie Białystok – Mielnik. O godz. 17:38 załoga nawiązała ostatni kontakt radiowy z jednostką. O 17:54 czasu polskiego (18:54 czasu białoruskiego) mieszkaniec przygranicznej miejscowości Klukowicze w województwie podlaskim usłyszał przerwanie dźwięku silnika śmigłowca, a następnie huk. Zawiadomił o zdarzeniu Straż Graniczną, której funkcjonariusze po godz. 18:00 rozpoczęli poszukiwania, trwające przez całą noc. Dopiero w godzinach porannych następnego dnia białoruscy pogranicznicy odnaleźli szczątki polskiego helikoptera po swojej stronie granicy.

## Ustalenie przyczyn wypadku
30 czerwca 2010 roku Prokuratura Okręgowa w Białymstoku orzekła, że przyczyną wypadku był błąd pilota, który z powodu złej pogody stracił orientację w terenie i nieświadomie doprowadził do lotu śmigłowca bokiem „z prędkością przekraczającą dopuszczalne wartości eksploatacyjne”, wskutek czego przekoziołkował i rozbił się. Z powodu śmierci pilota śledztwo w sprawie umorzono.

## Pamięć
W miejscu wypadku przy współpracy strony polskiej i białoruskiej wzniesiono pomnik upamiętniający poległych na służbie funkcjonariuszy SG. Monument ma formę postawionej pionowo marmurowej płyty z wyciętym kształtem krzyża łacińskiego, u którego podstawy umieszczono dwie tablice z tekstem inskrypcji w języku polskim i białoruskim oraz nazwiskami ofiar. Obok pomnika stoją maszty z flagą Polski i Białorusi. W rocznicę tragedii odbywają się tam obchody z udziałem przedstawicieli obu państw.